# Јожа Влаховић
Јосип Јожа Влаховић (Загреб, 3. март 1916 — Загреб, 8. септембар 1941), учесник Народноослободилачке борбе и народни херој Југославије.

## Биографија
Рођен је 3. марта 1916. године у Загребу. Одрастао је у сиромашној радничкој породици. Становао је у радничкој четврти Трешњевка, на периферији Загреба. Похађање школе нису му дозволиле лоше материјалне прилике породице. Завршио је основну школу, два разреда гимназије и металски занат. Занат је учио у творници лустера „Лукс“, а касније је прешао код приватног мајстора, где је 1933. године положио шегртски испит. Као шегрт, приступио је радничком покрету и за кратко време постао један од руководилаца синдикалне омладине Уједињеног радничког синдикалног савеза. 1932. године примљен је у Савез комунистичке омладине Југославије. Неколико пута је хапшен, али је пуштан због недостатка доказа. 1935. године био је изведен пред Суд за заштиту државе и осуђен на шест месеци затвора. Убрзо после изласка из затвора, крајем 1935. године, примљен је у Комунистичку партију Југославије, а за кратко време после тога постао је члан Месног комитета СКОЈ-а за Загреб.
У пролеће 1937. године отишао је на одслужење војног рока у Нови Сад. Тамо се упознао са Радом Кончаром, па су њих двојица организовали тајне марксистичке кружоке. Године 1938. вратио се с одслужења војног рока и запослио у фабрици „Сиеменс“, где је и раније радио. Као члан Месног комитета СКОЈ-а, био је активан у политичком раду с омладином. Због активног партијског рада, полиција га је хапсила неколико пута.
Почетком 1939. године, постао је члан Покрајинског комитета СКОЈ-а за Хрватску, а убрзо затим и секретар тог комитета и члан Централног комитета Комунистичке партије Хрватске. У име Покрајинског комитета СКОЈ-а за Хрватску, учествовао је на Петој и Шестој земаљској конференцији СКОЈ-а.
Првог маја 1940. године, Јожа Влаховић је организовао загребачку радничку и студентску омладину да заједно демонстрирају против власти. Ове демонстрације су узгибале и радничке масе у Загребу, па је полиција почела хапсити зачетнике демонстрација. Тако су полицијски агенти дошли у фабрику „Сиеменс“, да ухапсе Рада Кончара. По доласку агената, Јожа Влаховић организовао је раднике, који су их претукли и избацили из фабрике.
Пре окупације Југославије, Јожу су познавали многи омладински руководиоци из Сплита, Осијека, Бјеловара, Вараждина, Славонског Брода и осталих градова. Он је с њима често одржавао састанке у Загребу или одлазио на разне састанке СКОЈ-а по многим градовима у Хрватској. На Шестој земаљској конференцији СКОЈ-а, одржаној крајем 1940. године, Јожа Влаховић је постао члан Централног комитета СКОЈ-а. Тада се упознао и с Ивом Лолом Рибаром.
Након окупације Краљевине Југославије, почео је да окупља патриотски оријентисане омладинце и формира диверзантске групе у Загребу. Недуго после проглашења Независне Државе Хрватске, добио је позив за војску и он се, по директиви Партије, одазива. Био је распоређен за писара у штабу „топничке војарне“. Одмах после доласка, почео је да окупља антифашистички оријентисане домобране, а такође је и набављао оружје за акције илегалаца. После кратког времена, Јожа Влаховић је дезертирао из домобрана и наставио илегални рад.
После низа акција које је организовао у илегалном Загребу, 22. августа 1941. године препознао га је усташки доушник Иван Мајерхолд, па су га агенти ухапсили заједно са Радетом Волковим и Стјепаном Бенцековићем. Усташка полиција, која је наследила полицијска документа Краљевине Југославије, већ га је дуго тражила. Усташе су знале да имају једног од руководилаца СКОЈ-а и КПХ. Иако подвргнут мукама, Јожа Влаховић ништа није признавао. Пошто ништа нису могли да постигну злостављањем, усташе су га стрељале у Максимиру, 8. септембра 1941. године.
По њему је касније названа Шеснаеста омладинска бригада „Јожа Влаховић“.
После рата, 29. маја 1945. године основана је културно-уметничка група Главног одбора УСАОХ-а „Јожа Влаховић“, која је касније прерасла у културно-уметничко друштво „Јожа Влаховић“ (1. маја 1992, име промењено у Мешовити певачки збор „Емил Косето“).
Указом Президијума Народне скупштине Федеративне Народне Републике Југославије, 14. децембра 1949. године, проглашен је за народног хероја.

## Галерија
- Биста Јоже Влаховића на Трешњевки
- Кућа на Трешњевки у којој је је рођен и живео Јожа Влаховић
- Спомен-плоча на кући у којој је Јожа Влаховић проживео последње године